# Z vlastního rozhodnutí – Memento mori
Z vlastního rozhodnutí – Memento mori je pomník v pražském parku Folimanka, jenž je věnován památce lidí, kteří dobrovolně ukončili svůj život skokem z Nuselského mostu. Pomník navrhl a vytvořil sochař Krištof Kintera. Tvoří jej deset metrů vysoká pouliční lampa, jejíž světlo je namířeno vzhůru k mostu. Na sloupu lampy je zhruba ve výši lidských očí přinýtována cedulka s nápisem „Memento mori – těm, kteří si v těchto místech z vlastního rozhodnutí vzali život.“ Původně měl být na cedulce uveden i počet lidí, kteří pod mostem zemřeli, ale protože přesné číslo není známo (odhady se pohybují mezi 250 a 350), bylo od tohoto záměru upuštěno.
První skica lampy ohnuté vzhůru vznikla již v roce 2005, avšak realizace započala až v roce 2009. Odhalení památníku pak proběhlo 23. června 2011. Slavnostního rozsvícení se zúčastnilo asi 40 lidí, mezi nimiž byli i tací, kteří s realizací díla nesouhlasili. Jedním z odpůrců byl i člen zastupitelstva Prahy 2 Zdeněk Lochman, který držel v ruce nápis „Nesouhlasím s pomníkem sebevrahům.“ Podle jeho slov „instalování pomníku sebevrahům jde proti civilizačnímu trendu odmítnutí sebevraždy.“
Lampa je v rámci pražského systému osvětlení evidována pod číslem 194143.
V roce 2022 pietní místo znesvětila neznámá stavební firma podle návrhu architektonického studia LOXIA a.s., za souhlasu Městské části Praha 2 tím, že lampu přesunula do přilehlého svahu, čím se stala veřejnosti obtížně přístupnou a málokdo si teď může přečíst přinýtovanou cedulku s nápisem. Klidová zóna před památníkem byla nahrazena skateparkem.